# Siegfried Großmann
Siegfried Großmann (Vienna, 5 settembre 1881 – 1959) è stato un calciatore austriaco, di ruolo centrocampista.

## Carriera

### Nazionale
Il 9 aprile 1905 esordisce contro l'Ungheria (0-0).